# Nguyễn Hùng Oanh
Nguyễn Hùng Oanh là một Trung tướng Quân đội nhân dân Việt Nam, Phó Giáo sư, Tiến sĩ, hiện là Hiệu trưởng Trường Đại học Sĩ quan Chính trị.

## Thân thế và sự nghiệp
Nguyễn Hùng Oanh sinh năm 1965, quê quán ở Kim Động, Hưng Yên. Ông từng giữ chức Chủ nhiệm Khoa Triết học Mác - Lê-nin rồi Phó Giám đốc Học viện Chính trị.
Tháng 12 năm 2018, ông được bổ nhiệm giữ chức Hiệu trưởng Trường Đại học Sĩ quan Chính trị.
Ngày 17/6/2022, ông được vinh thăng quân hàm Trung tướng Quân đội Nhân dân Việt Nam.